# One Hour Photo
One Hour Photo è un film thriller del 2002 scritto e diretto da Mark Romanek. Il film è stato vincitore del premio della giuria al Festival del cinema americano di Deauville.
Il protagonista è Robin Williams, il quale veste i panni di un insolito personaggio negativo e sorprendentemente drammatico, la cui interpretazione è stata premiata con un Saturn Award per il miglior attore. Inizialmente per il ruolo principale era stato preso in considerazione Jack Nicholson, che però rifiutò la parte.

## Trama
Seymour "Sy" Parrish lavora in un reparto di sviluppo fotografie del superstore SavMart, è perfezionista, solitario e ossessionato dalla sua professione.
I clienti preferiti di Sy sono la famiglia Yorkin, formata dai genitori Nina e Will, e dal figlio Jake, per la quale ha sviluppato fotografie per anni, iniziando a ossessionarsi verso di loro al punto di duplicare tutte le loro foto per conservarle con sé a casa propria, immaginando di fare parte di essa. Per via della sua personalità timida e socialmente impacciata, Sy non riesce a connettersi con la famiglia e i suoi tentativi vengono cordialmente respinti.
Un giorno, Sy riesce a formare un rapporto con Nina Yorkin, fingendo di essere interessato a un libro che lei ha comprato. Il giorno seguente Sy viene licenziato dal suo capo Bill per avere prodotto stampe non pagate, per avere consegnato gratuitamente una macchina fotografica a Jake Yorkin per il suo compleanno, per essersi preso pause troppo lunghe e per un litigio in pubblico nei confronti di Larry, un uomo della Agfa che era giunto a eseguire la manutenzione sulla macchina sviluppatrice. Mentre ispeziona le sue ultime fotografie da sviluppare, per una donna chiamata Maya, Sy scopre che Will Yorkin sta avendo una relazione extraconiugale con lei. Ciò frantuma la sua concezione idilliaca degli Yorkin come una famiglia perfetta.
Sy inserisce di nascosto le foto di Will e Maya in una busta di fotografie per Nina, che, pur rimanendoci male, non affronta Will, e ciò fa infuriare Sy. In seguito Sy si mette a pedinare e scattare fotografie di nascosto all figlia di Bill. Yoshi Araki, un altro sviluppatore della SavMart, scopre le fotografie della bambina che Sy aveva portato a stampare, e le mostra a Bill, il quale chiama la polizia per aprire un'indagine. I detective Van Der Zee e Outerbridge scoprono l'ossessione di Sy quando arrivano a casa sua e vedono il muro coperto dalle copie delle fotografie degli Yorkin (nelle quali Will ora ha la faccia grattata). Nel frattempo Sy si arma di coltello, rubandolo dal superstore in cui lavorava, e raggiunge la camera d'albergo dove si incontrano Will e Maya. Anziché ucciderli, Sy irrompe nella loro stanza e li costringe a mettersi in pose erotiche, scattandone fotografie e umiliando al massimo i due amanti.
La polizia giunge sul luogo, Sy prova a fuggire ma viene inseguito e arrestato da Van Der Zee nel garage dell'albergo mentre Outerbridge assiste i traumatizzati Maya e Will. Quest'ultimo viene poi riportato a casa, dove deve andare incontro alla sua infedeltà nei confronti di Nina e Jake.
Durante l'interrogatorio, Van Der Zee domanda a Sy perché ha terrorizzato gli Yorkin. Sy afferma di poter intuire che il detective è un bravo padre, e non tradirebbe mai la sua famiglia, o mai abuserebbe dei suoi figli costringendoli a fare "cose che un bambino non dovrebbe fare" fotografandoli in queste circostanze, insinunando che da bambino Sy stesso è stato sfruttato dal padre per pornografia infantile). Sy si mette a singhiozzare, e conclude dicendo che Will era un uomo che aveva tutto, ma ha comunque tradito la sua famiglia, dimostrandosi indegno di essa. Alla fine, Sy chiede di vedere le foto che ha scattato in albergo, rivelando che aveva solamente fotografato degli oggetti al posto di Will e Maya, finendo per immaginare di essere in una foto di famiglia insieme agli Yorkin, felice.

## Produzione
In un'intervista, Mark Romanek ha affermato che, per creare il soggetto del film, si è ispirato al film degli anni '70 sempre su "un uomo solo", ossia Taxi Driver.
In accordo con il film a tema fotografico, i nomi di diversi personaggi sono tratti da veri fotografi:
- L'assistente di Sy al Savmart, Yoshi Araki (dal nome di Nobuyoshi Araki);
- Det. Van Der Zee (James Van Der Zee);
- Det. Outerbridge (Paul Outerbridge);
- Maya Burson (Nancy Burson);
- La signora von Unwerth (Ellen von Unwerth) e il signor Siskind (Aaron Siskind).

Robin Williams, per interpretare Sy, si è dovuto preparare allenandosi per 2 giorni e mezzo in un laboratorio di sviluppo fotografico in California meridionale.

## Colonna sonora
Trent Reznor, cantante della band Nine Inch Nails, aveva composto la colonna sonora originale del film, che però alla fine il regista Romanek ha scelto di non usare. Tuttavia parte della musica nel film è stata sviluppata dal materiale dell'EP Still dei Nine Inch Nails.

## Promozione

### Tagline promozionali
- «He knows who you are, where you live, what you do.»
  - «Sa chi sei, sa dove vivi, sa cosa fai.»
- «Sy Parrish is about to get a life. Yours.»
  - «Sy Parrish sta per farsi una vita. La tua.»[3]

## Distribuzione
Il film è stato presentato in anteprima mondiale al Sundance Film Festival del 2002.
Nelle sale cinematografiche statunitensi ha poi subìto una distribuzione limitata il 21 agosto 2002 (un'uscita più ampia è arrivata il 13 settembre seguente), mentre in Italia dal 18 ottobre dello stesso anno.

### Home video
Una versione DVD del film è stata pubblicata il 18 febbraio 2003.
In particolare, nel commento del DVD, Romanek dice di aver contattato Jack Nicholson per chiedergli di interpretare il personaggio principale: tuttavia, secondo quanto riferito, Nicholson ha rifiutato il ruolo perché pensava che il personaggio fosse troppo simile al ruolo che aveva proprio lui interpretato già in Shining (1980).

## Accoglienza

### Incassi
Il film si è rivelato un successo, tra gli altri, anche commerciale, poiché arrivato ad incassare oltre 52,2 milioni di dollari in tutto il mondo, contro un budget di $ 12 milioni.

### Critica
Il film ha ricevuto recensioni molto positive dalla critica, tra cui il plauso di grandi critici cinematografici come Roger Ebert e Leonard Maltin.
La rivista Ciak ha dichiarato:
"Con un colpo da maestro Williams costruisce un indimenticabile ritratto di assassino."
Sul sito web Rotten Tomatoes, il film riceve l'81% delle recensioni professionali positive, con un voto medio di 7/10, basato su 198 recensioni; il consenso critico del sito recita: "Robin Williams è molto efficace in questo raccapricciante thriller ben girato".
Anche sul sito Metacritic ha ricevuto una valutazione di 64 su 100, indicando recensioni generalmente favorevoli; mentre il pubblico intervistato da CinemaScore ha assegnato al film un voto piuttosto basso di "C", su una scala da A+ a F.
Per il Chicago Sun-Times, Roger Ebert ha offerto al film 3 stelle e mezzo su 4, e ha scritto: "Robin Williams interpreta Sy, un altro dei suoi pazzi dalla faccia aperta e sorridente, come l'assassino di Insomnia. Ma lo fa così bene che tutti non hanno la minima difficoltà ad accettarlo nel ruolo".
Mick LaSalle del San Francisco Chronicle ha dato il parere che il film "non è così intelligente, premuroso o penetrante come promette di essere. Eppure la costante delicatezza e chiarezza emotiva della recitazione di Williams in One Hour Photo rende il film impossibile da respingere."
James Berardinelli ha dato al film 3 stelle su 4 lodandone la regia, la colonna sonora e le recitazioni dei protagonisti in particolare modo quella di Williams.
Nella rivista Debaser è stata assegnata al film una valutazione di 4 stelle su 5.

## Curiosità
Il cognome del personaggio che interpreta Williams nel film è Parrish, lo stesso del protagonista di Jumanji Alan Parrish, interpretato sempre da Williams.

## Riconoscimenti
- 2002 - Festival del cinema americano di Deauville
  - Premio della giuria
- 2002 - Saturn Award
  - Miglior attore protagonista a Robin Williams[14]
- 2002 - Critics' Choice Awards
  - Candidatura per il miglior attore a Robin Williams
- 2002 - Satellite Award
  - Candidatura per il miglior attore a Robin Williams
  - Candidatura per il miglior montaggio a Jeffrey Ford[15]